# Марнотратники життя
«Марнотратники життя» (англ. Man About Town, досл. «гульвіса») — комедійно-драматичний фільм 2006 року, знятий Майком Байндером за власним сценарієм. Головні ролі у стрічці виконали Бен Аффлек, Ребекка Ромейн, Джон Кліз, Джина Гершон, Кел Пенн, Бай Лін та Адам Голдберг.
В США фільм вийшов на DVD, проте в інших країнах його показували в кінотеатрах. Так, в Нідерландах прем'єра відбулася 8 червня 2006 року.

## Зміст
Джек Джиаморо живе в Малібу разом із дружиною Ніною. Він очолює агентство, яке опікується телесценаристами Голлівуду. Не так давно Джек почав ходити на курси, які веде доктор Прімкін. Одним із завдань цих зборів є ведення щоденника. Туди Джек має записувати різні події зі свого життя. На жаль, про відвідування курсів дізнаються співробітники Джиамори та починають з нього кепкувати. Проте вони вірять в свого лідера та очікують від нього, що йому вдасться заключити контракт з Девідом Ліллі — одним із перспективних сценаристів. Втім, перша зустріч між ними не дає позитивного результату. Тому Джек розмірковує над іншою стратегією, щоб заманити Девіда під своє крило.
Тим часом виникає загроза втратити одного із старих клієнтів — Філа Белоу. Через це всі співробітники агентства починають нервувати та змушують Джиаморо якнайшвидше зустрітися з ним, щоб все прояснити. Проте під час зустрічі Філ веде себе якось дивно, а потім пізніше телефонує Джеку з проханням серйозно поговорити. Про цю зустріч дізнається Ніна і буквально шокує свого чоловіка новиною про те, що у неї був роман з Белоу. На зізнання дружини про зраду Джек реагує вкрай радикально. Він наймає людей, щоб вивезти речі Ніни зі свого дому. Буквально відразу про це з'являється новина у пресі. Тому Джек доручає своєму асистенту, щоб той дізнався більше про автора цієї статті.
Зовсім скоро ситуація для Джека стає ще більш катастрофічною, коли до нього вдираються грабіжники та окрім іншого забирають його щоденник. Серед всіх записів там присутня доволі конфіденційна інформація, яка може зруйнувати його агентство...

## У ролях
| Актор            | Роль           |
| ---------------- | -------------- |
| Бен Аффлек       | Джек Джиаморо  |
| Ребекка Ромейн   | Ніна Джиаморо  |
| Джон Кліз        | доктор Прімкін |
| Джина Гершон     | Арлін          |
| Бай Лін          | Барбі Лін      |
| Адам Голдберг    | Філ Белоу      |
| Кел Пенн         | Алан Файнберг  |
| Джеррі О'Коннелл | Девід Ліллі    |
| Говард Гессеман  | батько Джека   |
| Майк Байндер     | Морті          |

## Відгуки
Загалом фільм отримав негативні відгуки. На сайті Rotten Tomatoes він має рейтинг 38 % на основі 8 відгуків.